# Кохановице (станция)
Кохановице (пол. Kochanowice) — пассажирская и грузовая железнодорожная станция в селе Кохановице в гмине Кохановице, в Силезском воеводстве Польши. Имеет 2 платформы и 2 пути.
Станция построена под названием «Кохановиц» (нем. Kochanowitz) на линии Люблиниц — Гербы в 1892 году, когда эта территория была в составе Германской империи.